# Думпис, Уга
Уга Думпис (латыш. Uga Dumpis; 14 декабря 1967; Рига) — латвийский врач, инфектолог. Профессор Латвийского университета. Офицер ордена Трёх звёзд. Доктор медицинский наук. Главный инфекционист Министерства здравоохранения Латвии.
Родился 14 декабря 1967 в Риге в семье академика Виктора Ивбулиса и скульптора Арты Думпе. Учился в Рижской 64-й средней школе. В 1993 году окончил Латвийскую медицинскую академию. В 1994 году дополнительно прошел обучение в Каролинском институте тропической медицины в Стокгольме. С 1996 по 1997 год получил стипендию Сороса на обучение в Оксфордском университете. Докторантуру проходил в Открытом университете. С 1997 по 2000 год — клинический исследователь Центра генетики человека фонда Wellcome Trust в Оксфордском университете.
С 2000 года руководитель Службы по надзору за инфекциями больницы Страдиня. С 2014 года профессор Медицинского факультета Латвийского университета.

## Научная деятельность
Научные интересы в области: антибиотикорезистентность, госпитальная эпидемиология, antibiotic policy.

## Награды
- Человек года в медицине (2015 год, Латвия)[3]
- Орден Трёх звёзд 4 степени (2019 год)[4]